# Bassim Abbas
Bassim Abbas (en árabe: باسم عباس ; nacido en Irak, 1 de julio de 1982) es un exfutbolista internacional iraquí. Jugaba de defensa.

## Biografía
Bassim Abbas empezó su carrera profesional en 2000 en el Al-Talaba. Con este equipo ganó una Liga y dos Copas de Irak. Juega un año en el Esteghlal Ahvaz iraní y regresa de nuevo al Al-Talaba.
En 2006 se marcha al Líbano para unirse al Al Nejmeh. En la temporada siguiente ficha por el Al-Arabi SC de Catar.
Juega unos mese en el Umm-Salal Sports Club, en donde conquista la Copa Emir de Catar, para luego fichar de nuevo por el Al-Talaba. En la temporada 2008/09 se convirtió en capitán del equipo.

## Selección nacional
Con las categorías inferiores conquistó el Campeonato Juvenil de la AFC 2000.
Ha sido internacional con la Selección de fútbol de Irak en 89 ocasiones. Su debut con la camiseta nacional se produjo el 14 de septiembre de 2001 en el partido amistoso Catar 0-0 Irak.
En 2002 ganó el Campeonato de la Federación de Fútbol de Asia Occidental.
Formó parte del equipo olímpico que participó en el Torneo masculino de fútbol en los Juegos Olímpicos de Atenas 2004. Bassim Abbas jugó todos los partidos, ayudando su equipo a llegar a semifinales.
Participó en la Copa Asiática 2004. También lo hizo en la edición del 2007, en la que Irak se proclamó campeón; en ese torneo Bassim Abbas disputó seis encuentros.

## Clubes
| Club                          | País    | Año       |
| ----------------------------- | ------- | --------- |
| Al-Talaba                     | Irak    | 2000-2004 |
| Esteghlal Ahvaz Football Club | Irán    | 2004-2005 |
| Al-Talaba                     | Irak    | 2005-2006 |
| Al Nejmeh Sporting Club       | Líbano  | 2006-2007 |
| Al-Arabi SC                   | Catar   | 2007      |
| Umm-Salal Sports Club         | Catar   | 2008      |
| Al-Talaba                     | Irak    | 2008-2009 |
| Diyarbakırspor                | Turquía | 2009-2010 |
| Konyaspor                     | Turquía | 2010-2011 |
| Amanat Baghdad                | Irak    | 2011-2015 |
| Al-Shorta SC                  | Irak    | 2015-2016 |

## Títulos
- 1 Campeonato Juvenil de la AFC (Selección iraquí sub-19, 2000)
- 1 Campeonato de la Federación de Fútbol de Asia Occidental (Selección iraquí, 2002)
- 1 Liga de Irak (Al-Talaba, 2002)
- 2 Copas de Irak (Al-Talaba, 2002 y 2003)
- 1 Copa Emir de Catar (Umm-Salal Sports Club, 2008)
- 1 Copa Asiática (Selección iraquí, 2007)